# Neorenaissance

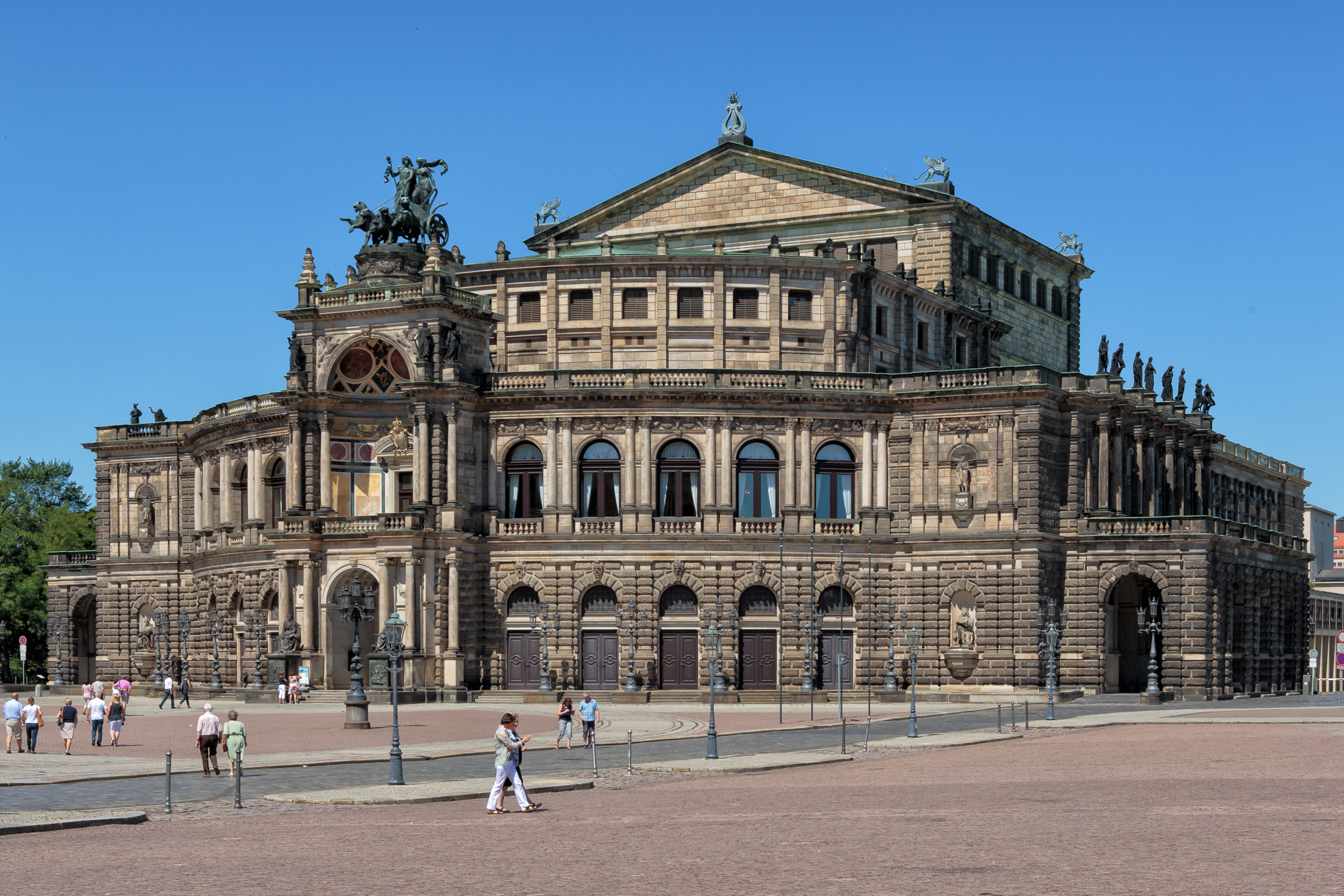
Die Semperoper in Dresden (2013)

Neorenaissance (von altgriechisch νέος néos, deutsch ‚neu‘) oder Neurenaissance ist eine Richtung des Historismus im 19. Jahrhundert, in der auf die Baukunst der Renaissance zurückgegriffen wird. Je nach Einzelfall stammen die Formen vor allem aus dem Repertoire der italienischen Renaissance oder hauptsächlich aus der deutschen Renaissance bzw. Nordischen Renaissance des 16. Jahrhunderts.

## Beschreibung
Ab 1830 wurde der vorherrschende klassizistische Baustil allmählich durch Neugotik und Neurenaissance abgelöst. Da die Architektur der Neurenaissance im Prinzip auf derselben antiken Formensprache beruht wie der Klassizismus, ist die Trennlinie zwischen den beiden Stilen nicht immer eindeutig zu ziehen. Als die ersten Neurenaissance-Gebäude gelten in England der Travellers Club (1829) und der Reform Club (1837) von Charles Barry (in London), in Deutschland Klenzes Palais Leuchtenberg von 1821 und der Königsbau der Münchner Residenz. In Frankreich greift bereits die Architektur der Zeit Napoleons I. teils auf Renaissance-Vorbilder zurück. Der Stil setzte sich unter dem „Bürgerkönig“ Louis-Philippe I. (ab 1830) bei der Restaurierung und Innenausstattung diverser Schlösser durch. Hierbei wird besonders die französische Ausprägung der Renaissance seit König Franz I. zum Vorbild genommen. So entstehen nationale Zweige der Neurenaissance, die die landeseigenen Stilvarianten nachahmen, wie die „Deutsche Renaissance“, die niederländisch-flämische Neorenaissance oder die Architektur des Tudor-England im Neu-Tudorstil. Andere Architekten wie Gottfried Semper halten stärker am Vorbild der italienischen Renaissance fest.
Die Neurenaissance hatte ihre größte Wirkung zwischen 1870 und 1885, als ihre Formen im strengen Historismus als vorbildlich galten. Dieser löste dabei den romantischen Historismus ab, bei dem die subjektive Interpretation des Architekten den Stil des Gebäudes bestimmte. Propagiert wurden ihre Formen von Gottfried Semper und Hermann Nicolai (Semper-Nicolai-Schule), von Rudolf Eitelberger, dem Gründer der Wiener Kunstgewerbeschule, sowie von anderen wichtigen Architekten der Zeit. Vor allem in Wien sind ganze Straßenzüge in Bauformen der Neurenaissance gehalten, nicht zuletzt an der Wiener Ringstraße. Für die dabei entwickelten Formen kam die  Bezeichnung Neu-Wiener Renaissance auf.
Nach der im Historismus üblichen Zuteilung bestimmter Stile für bestimmte Bauaufgaben war die Neurenaissance vor allem für Banken, Bürgerhäuser und auch Bildungseinrichtungen bestimmt. Wie bei der Neogotik wurden teilweise Strukturen der Renaissance ergänzt, beispielsweise die Ergänzung der aufwendigen Fassade von St. Michael in Aachen.
Ungefähr gleichzeitig entwickelte sich der Neubarock, der ab 1885 begann, die Hegemonie der Neurenaissance abzulösen. Ausprägung fand die Neurenaissance auch in Innenräumen, bei Kirchenausstattungen und im Möbelbau. Sie endete – mit einigen wenigen Ausnahmen bei Möbeln – um 1900.

## Beispiele
- Rijksmuseum, Amsterdam

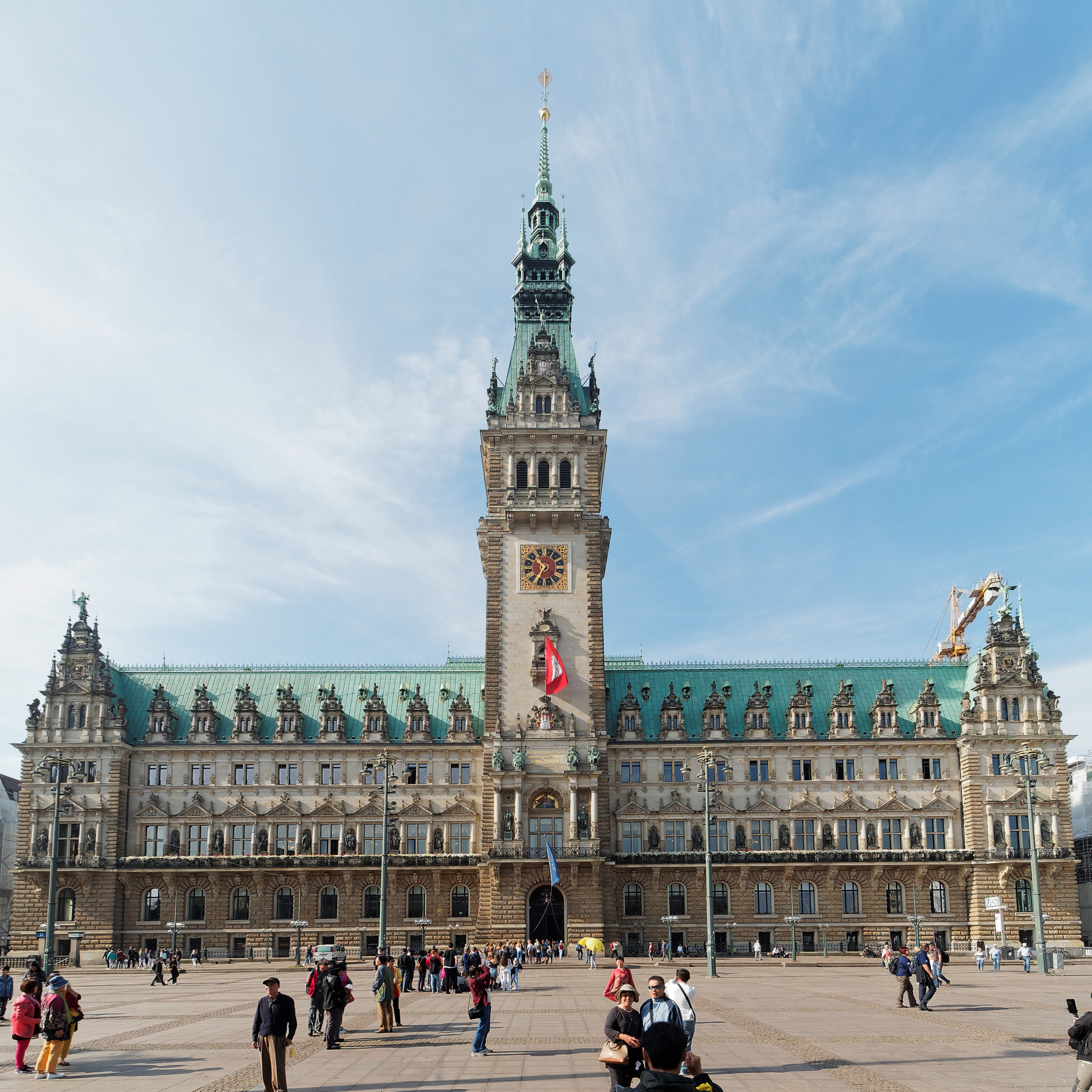
Rathaus Hamburg (2017)

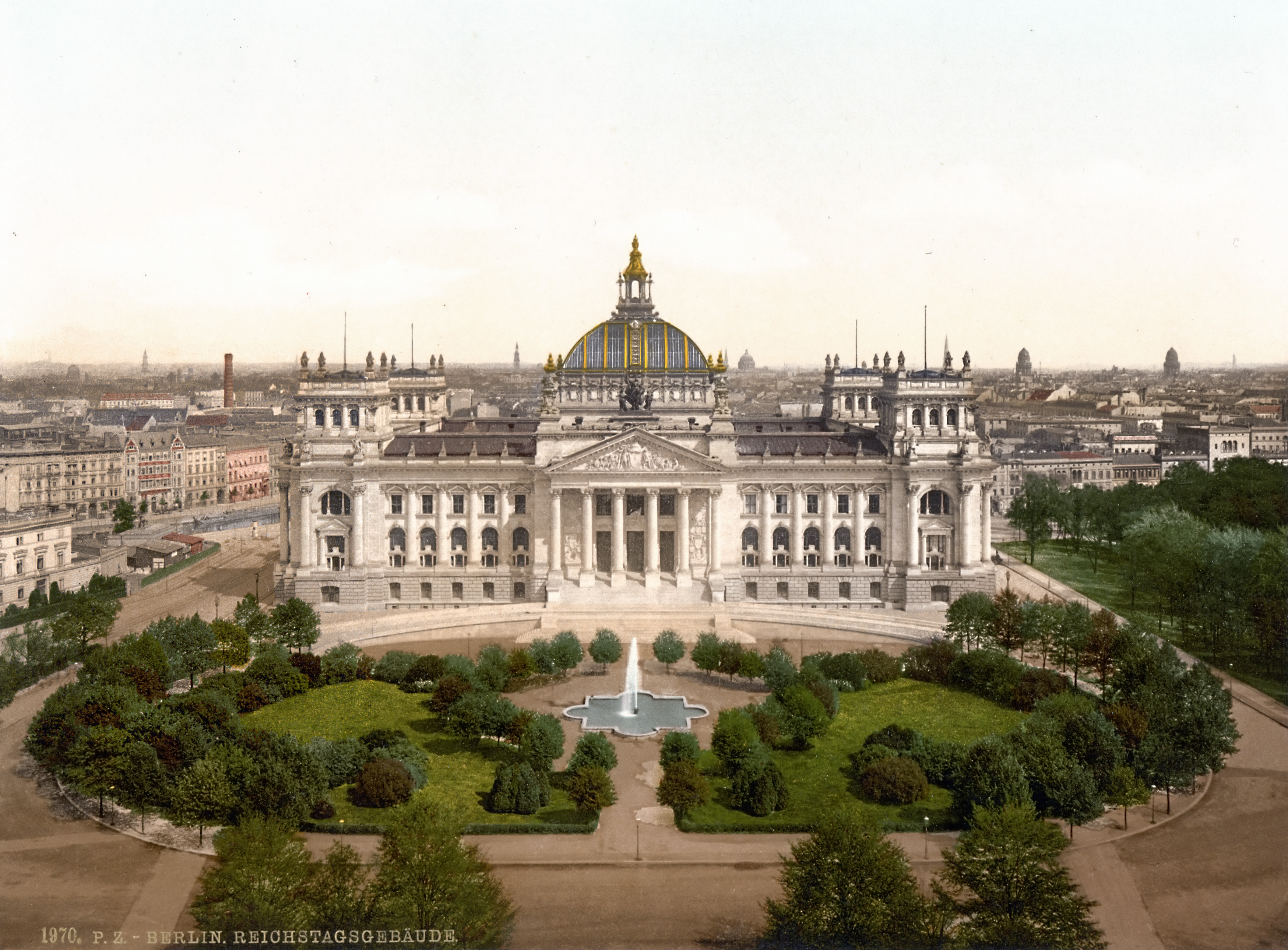
Reichstagsgebäude Berlin (um 1900)

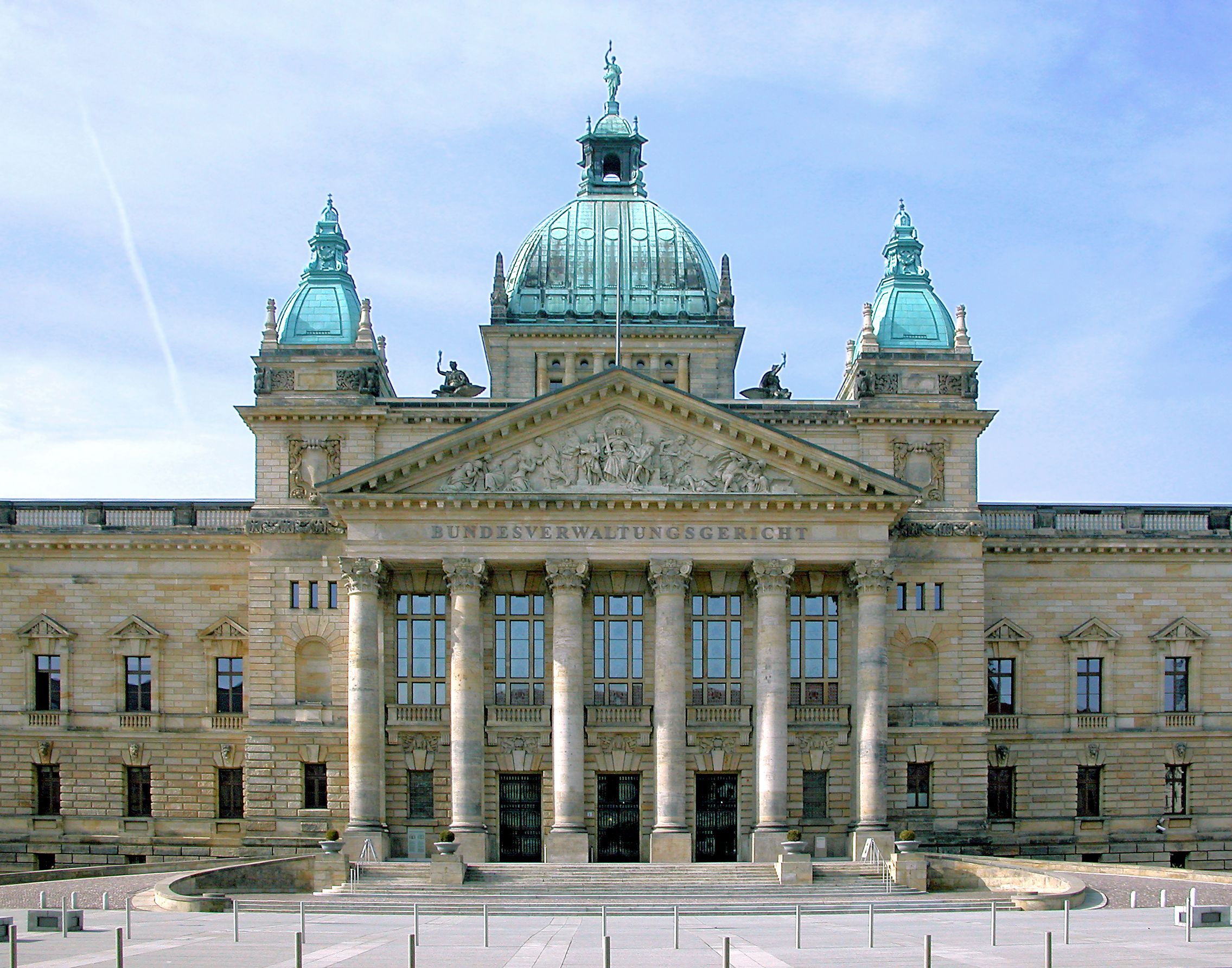
Reichsgerichtsgebäude Leipzig (2009)

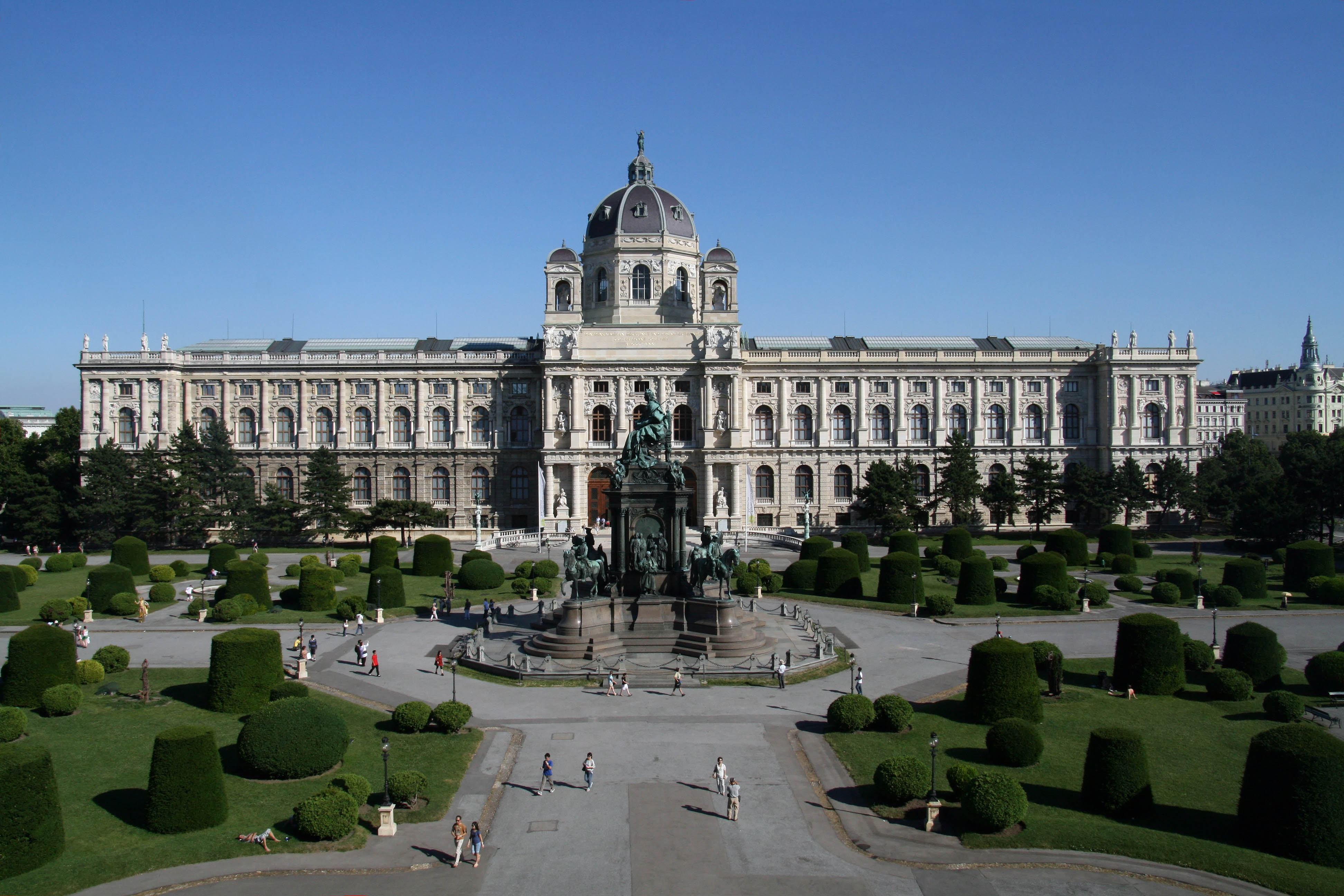
Kunsthistorisches Museum Wien (2010)

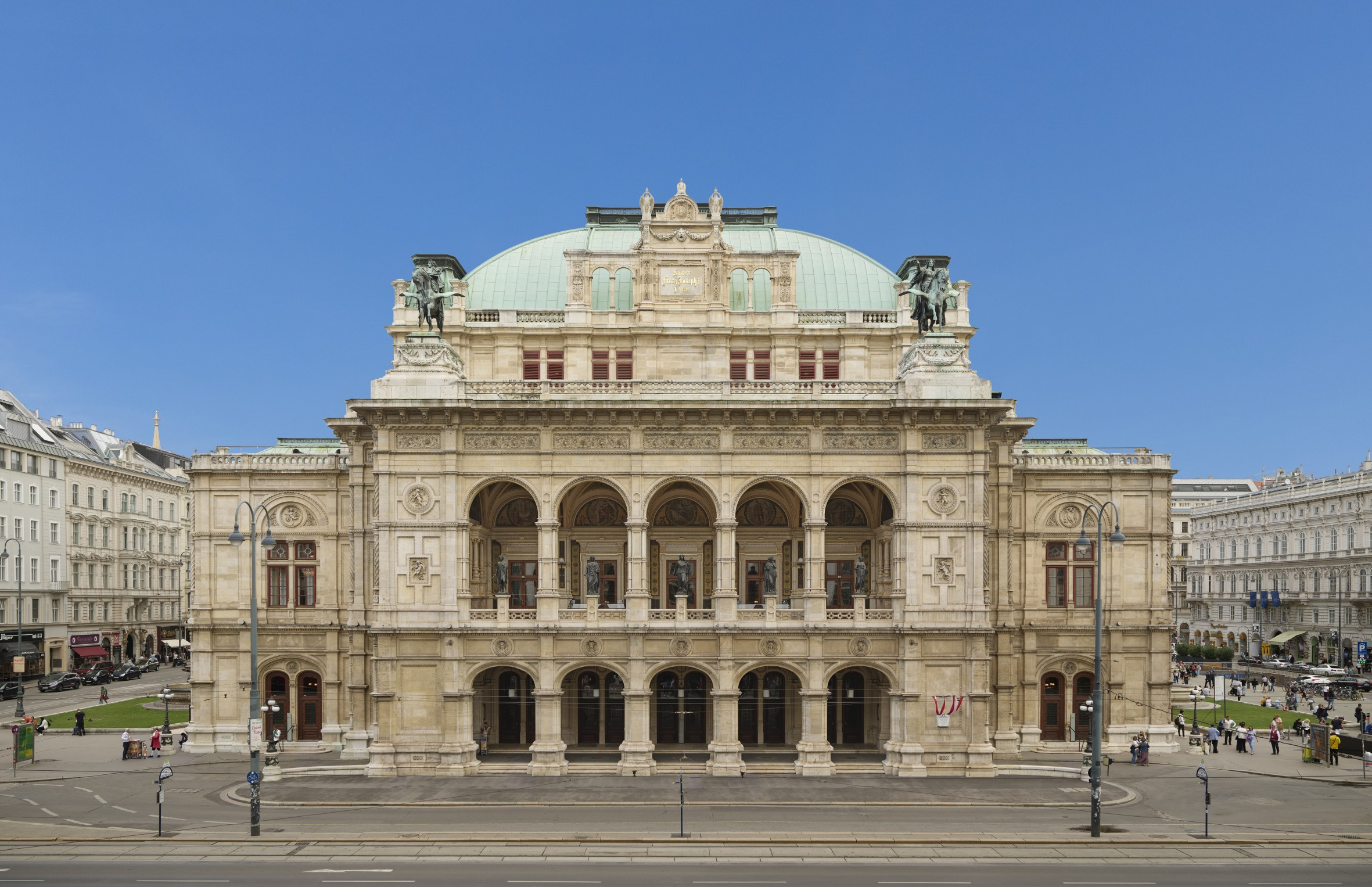
Staatsoper Wien (2022)

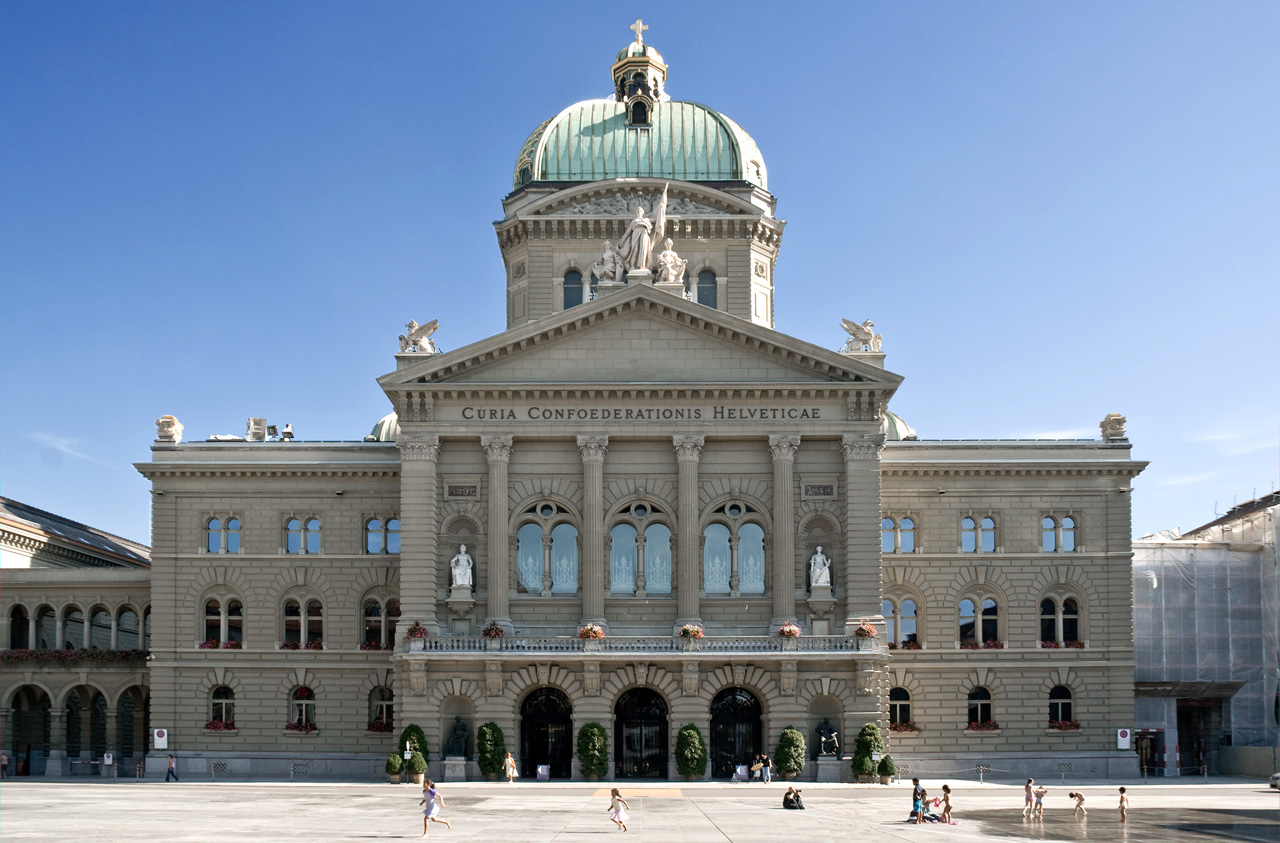
Bundeshaus Bern (2009)

- Lange Nieuwstraat 38–40, Antwerpen
- Kathedrale St. Dionysius Areopagita, Athen
- Iliou Melathron, Athen
- Nationaltheater, Athen
- Bahnhof Bad Homburg, Bad Homburg
- Friedrichsbad, Baden-Baden
- Reichstagsgebäude, Berlin
- Schloss Britz, Berlin
- Villa Oppenheim, Berlin
- Bundeshaus, Bern
- Wulfhagestraat 18, Brügge
- Königliches Konservatorium Brüssel, Brüssel
- St.-Stephans-Basilika, Budapest
- Opernhaus und weitere Bauten der Andrássy-Straße in Budapest
- Rittergut Voldagsen, Coppenbrügge
- Sempergalerie, Dresden
- Villa San Remo, Dresden
- Semperoper, Dresden
- Alte Oper, Frankfurt am Main
- Hauptbahnhof, Frankfurt am Main
- Anbau des örtlichen Rathauses, Görlitz
- Stadthaus, Halle an der Saale
- Landgericht, Halle an der Saale
- Rathaus Harburg, Hamburg
- Hamburger Rathaus, Hamburg
- Hamburger Kunsthalle, Hamburg
- Highclere Castle, England
- Deutsches Generalkonsulat, Istanbul
- Rathaus West, Karlsruhe
- Vierordtbad, Karlsruhe, erster Bauabschnitt von Josef Durm
- Gut Mielenforst, Köln
- Kopenhagener Rathaus, Kopenhagen
- Schloss Charlottenlund bei Kopenhagen
- Justizpalast, Lausanne
- Reichsgerichtsgebäude, Leipzig
- Universitätsbibliothek, Leipzig
- Museum Bagatti Valsecchi, Mailand
- Schloss Melkof, Melkof in Mecklenburg-Vorpommern
- Kunstakademie Düsseldorf, Düsseldorf
- Kunstakademie, München
- Schloss Krickenbeck, Nettetal
- Rathaus, Odense
- Hôtel de Ville, Paris
- Nationalmuseum, Prag
- Lutherkirche, Radebeul
- Rathaus, Recklinghausen
- Altes Amtsgericht, Recklinghausen
- Willy-Brandt-Haus, Recklinghausen
- Schweriner Schloss, Schwerin
- Villa Haas, Sinn (Hessen)
- Palais du Rhin (ehem. Kaiserpalast), Straßburg
- Hauptgebäude der Universität Straßburg, Straßburg
- Villa Berg, Stuttgart
- Schloss Vettelhoven, Grafschaft Vettelhoven (bei Bonn)
- Hotel Waldhaus Vulpera, Vulpera
- Neues Museum, Weimar
- Kunsthistorisches Museum, Wien
- Naturhistorisches Museum, Wien
- Palais Hansen, Wien
- Universität Wien, Wien
- Wiener Staatsoper, Wien
- Neues Rathaus, Wiesbaden
- Stadthalle Wuppertal, Wuppertal
- Hauptbahnhof, Zürich
- Evangelisch-reformierte Kirche, Zürich-Enge